# Кочетта, Никколо
Никколо Кочетта (итал. Niccolò Cocetta), также Николо Кочетта (итал. Nicolò Cocetta; родился 19 декабря 2003 года, Сан-Даниеле-дель-Фриули, Италия) — итальянский футболист, защитник клуба «Кротоне».

## Карьера
Никколо Кочетта — воспитанник «Удинезе». За клуб дебютировал 4 июня 2023 года в матче 38-го тура Серии A против футбольного клуба «Ювентус».
В 2025 году перешёл в клуб Серии C «Кротоне».